# Cryphia amoenissima
Cryphia amoenissima là một loài bướm đêm trong họ Noctuidae.